# Tunnel de base du Hauenstein
Le tunnel de base du Hauenstein ou Hauenstein-Basistunnel (de) est un tunnel ferroviaire suisse percé entre 1912 et 1916. Ce tunnel est à deux voies, pour une longueur de 8.134 km.

Situé sur la ligne du Hauenstein, il relie les localités de Tecknau et Olten en un lien plus direct. Il double le tunnel de faîte du Hauenstein qui date de 1857, entre les gares de Sissach et Olten. Par le tunnel, nous avons la ligne S3 (Olten–Basel SBB–Porrentruy) et la ligne S9 (Olten–Läufelfingen–Sissach) du réseau RER de Bâle.

## Histoire

Les travaux dans le tunnel de base

Le projet de déplacement de la ligne ferroviaire de Sissach à Olten via Gelterkinden et la construction d’un tunnel de base furent approuvés par le Conseil fédéral en novembre 1910. Sa construction fut attribuée à la société berlinoise Julius Berger Tiefbau AG. Le percement proprement dit fut terminé le 10 juillet 1914, mais à la suite du déclenchement de la guerre de 1914-1918, de nombreux ouvriers rentrèrent dans leurs pays d'origine et la poursuite de la construction subit des perturbations, liées également à des problèmes de financement. Le tunnel fut achevé le 2 mai 1915 et mis en service le 8 janvier 1916.
Le tunnel a subi une première rénovation entre 1980 et 1987. Les CFF propriétaire de la ligne, prévoient une nouvelles série de travaux importants, qui débutent en automne 2023, par une rénovation du fond du tunnel puis de la voûte et dureront jusqu'en 2026. Les CFF profiteront de certaines fermetures du tunnel à la circulation des trains pour renouveler et remplacer les voies, le ballaste, les traverses ainsi que les appareils techniques, dont le puits de ventilation à Zeglingen. Les coûts prévus pour ces travaux sont de 140 millions de francs.

## Exploitation
Il est traversé par des trains IC, IR, ICE, TGV Lyria, Trains marchandises. En 2019, plus de 100 trains de fret par jour et environ 320 trains de voyageurs l'emprunte.